# أوربان (مهندس)
أوربان (بالمجرية: Orbán)‏؛ توفي عام 1453)، هو مهندس وصناع مدافع من براسو، ترانسيلفانيا في مملكة المجر (اليوم براشوف، رومانيا)، اشتهر بصنعه مدافع عملاقة للدولة العثمانية استخدمت في حصار القسطنطينية في عام 1453. يتفق المؤرخون أن أوربان مجري، ولكن يذكر البعض احتمال أن يكون ألماني. توجد أراء أخرى في نسبته إلى الأفلاق. ذكر المؤرخ البيزنطي Laonikos Chalkokondyles أنه من داقية.

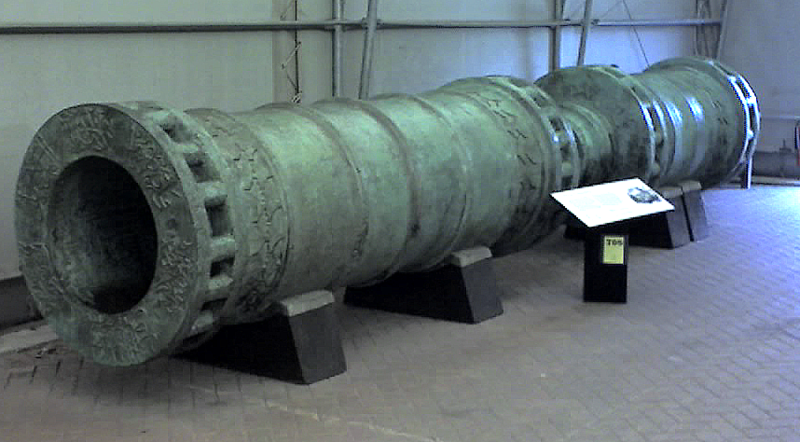
مدفع الدردنيل الذي صب عام 1464 بنفس الطريقة التي صمم بها أوربان مدفعه الذي استخدم في حصار للقسطنطينية عام 1453.

عرض أوربان خدماته على البيزنطيين في عام 1452 أي قبل عام من الحصار العثماني، لكن لم يكن لدى الإمبراطورية البيزنطية الأموال الكافية له ولا المواد اللازمة لبناء المدافع الكبيرة. اتجه أوربان إلى السلطان العثماني محمد الفاتح الذي كان يستعد لحصار المدينة. أمد السلطان العثماني أوربان بالأموال والمواد الوافرة ليصنع مدفعه العملاق، بنى أوربان المدفع العملاق في ثلاثة أشهر في أدرنة وجره ستين ثورًا إلى القسطنطينية. كما صنع أوربان مدافع أخرى أصغر.
اشتهرت تقنيات مدافع أوربان في أوائل القرن الخامس عشر في جميع أنحاء أوروبا الغربية. توجد قطع مشابهة لمدافع أوربان من تلك الفترة مثل Faule Mette وDulle Griet وMons Meg وPumhart von ‏. قتل أوربان ومساعديه أثناء الحصار عندما انفجر أحد مدافعه.

## فهرست المراجع
1. ↑  Kortüm، Hans-Henning (2007). Transcultural Wars from the Middle Ages to the 21st Century. Walter de Gruyter GmbH. ISBN:9783050041315. مؤرشف من الأصل في 2021-10-06. اطلع عليه بتاريخ 2015-06-26.[وصلة مكسورة]
2. ↑  Ágoston، Gábor (2005). Guns for the Sultan: Military Power and the Weapons Industry in the Ottoman ... Cambridge University Press. ISBN:9780521843133. مؤرشف من الأصل في 2024-03-30. اطلع عليه بتاريخ 2015-06-26.
3. ↑  Devries، Kelly؛ Smith، Robert Douglas (2007). Medieval Weapons: An Illustrated History of Their Impact. Bloomsbury Academic. ISBN:9781851095261. مؤرشف من الأصل في 2024-03-30. اطلع عليه بتاريخ 2015-06-26.
4. ↑  Cotterell، Arthur (2011). Asia: A Concise History. John Wiley & Sons. ISBN:9780470829592. مؤرشف من الأصل في 2022-04-07. اطلع عليه بتاريخ 2015-06-26.
5. ↑  Rogers، Clifford J. (2010). The Oxford Encyclopedia of Medieval Warfare and Military Technology. ISBN:9780195334036. مؤرشف من الأصل في 2021-10-15. اطلع عليه بتاريخ 2015-06-26.
6. ↑  Cox، Samuel Sullivan (1893). Diversions of a Diplomat in Turkey. C.L. Webster & Company. اطلع عليه بتاريخ 2015-06-26. orban  wallachian.
7. ↑  Grumeza، Ion (2010). The Roots of Balkanization: Eastern Europe C.E. 500–1500. ISBN:9780761851349. مؤرشف من الأصل في 2021-10-15. اطلع عليه بتاريخ 2015-06-26.
8. ↑  Devries، Kelly (2009). Guns and Men in Medieval Europe, 1200-1500: Studies in Military History and ... ISBN:9780860788867. مؤرشف من الأصل في 2024-03-30. اطلع عليه بتاريخ 2015-06-26.
9. ↑  Philippides، Marios؛ Hanak، Walter K. (2011). The Siege and the Fall of Constantinople in 1453: Historiography, Topography ... ISBN:9781409410645. مؤرشف من الأصل في 2024-03-30. اطلع عليه بتاريخ 2015-06-26.
10. ↑  Runciman 1990، صفحات 77–78
11. ↑  Schmidtchen 1977a، صفحات 153–157
12. ↑  Schmidtchen 1977b، صفحة 226
13. ↑  Schmidtchen 1977b، صفحة 237, Fn. 121

## ثبت المراجع
- Nicolle, David (2000), Constantinople 1453: The End of Byzantium (بالإنجليزية), Osprey Publishing, p. 13, ISBN:1-84176-091-9
- Runciman, Steven (1990), The Fall of Constantinople: 1453 (بالإنجليزية), London: Cambridge University Press, pp. 77–78, ISBN:978-0-521-39832-9
- Schmidtchen, Volker (1977a), "Riesengeschütze des 15. Jahrhunderts. Technische Höchstleistungen ihrer Zeit", Technikgeschichte (بالألمانية), vol. 44, pp. 153–173
- Schmidtchen, Volker (1977b), "Riesengeschütze des 15. Jahrhunderts. Technische Höchstleistungen ihrer Zeit", Technikgeschichte (بالألمانية), vol. 44, pp. 213–237
- Crowley, Roger (2006), In Our Time: Constantinople Siege and Fall (بالإنجليزية)
- Vékony, Gábor (2000). Dacians, Romans, Romanians (بالإنجليزية). Matthias Corvinus Publishing. ISBN:1-882785-13-4.